# Domingo García
Domingo García Heredia (1904. november 30. – 1986. december 19.) perui válogatott labdarúgó.
A perui válogatott tagjaként részt vett az 1930-as világbajnokságon.

## Külső hivatkozások
- Domingo García a FIFA.com honlapján Archiválva 2015. február 3-i dátummal a Wayback Machine-ben